# Dodge
Dodge (ˈdɔʤ) — марка автомобилей, производимых американской компанией Chrysler. Под маркой Dodge выпускаются легковые автомобили, пикапы, внедорожники и коммерческие автомобили. Компания была основана в 1900 году братьями Додж для выпуска автомобильных комплектующих. В 1914 году начался выпуск собственных автомобилей. Компания Dodge в 1928 году была продана корпорации Chrysler, с 1997 до 2008 года входила в состав альянса DaimlerChrysler, а сейчас является частью компании Fiat-Chrysler LLC. На новом логотипе Dodge изображена надпись «Dodge» с двумя красными полосами; старый логотип (голова толсторога) теперь используется на автомобилях марки Ram.

## История

### 1900—1942
Компания Dodge была основана в 1900 году братьями Джоном и Горасом Додж. Её основной деятельностью стал выпуск комплектующих для развивающейся автомобильной промышленности. Добившись успеха в этой сфере, братья Додж решили, что пора начать производство собственного автомобиля.
Первая машина Dodge Brothers, которую позже шутливо прозвали Старушка Бетси, покинула завод 14 ноября 1914 года — а вслед за ней до конца года Доджи произвели еще 249 точно таких же автомобилей. К 1920 году компания занимала второе место по выпуску автомобилей после компании Ford, но в том же 1920 оба брата скончались, и новым главой компании стал Фред Дж. Хейнс. Состояние братьев Додж было солидным — по 20 с лишним миллионов долларов у каждого. Наследниками братьев стали вдовы, которые получили по 50 % уставного капитала. Но обе вдовы предпринимательскими талантами не обладали, и дела компании пошли на спад. В 1925 году вдовы продали её инвестиционной группе Dillon, Read & Co за 146 миллионов долларов. Несмотря на усилия новых владельцев, Dodge терял позиции на рынке, и инвесторы начали поиск покупателя для компании. Этим человеком стал Уолтер Крайслер, и в 1928 году компания Dodge вошла в состав корпорации Chrysler.

### 1942—1945
Во время Второй мировой войны компания Dodge занималась преимущественно выпуском тяжёлых джипов (серии WC и WF), а также производством авиационных двигателей. Dodge WC поставлялся в СССР по ленд-лизу и на жаргоне шоферов назывался «Додж три четверти» из-за своей грузоподъёмности 750 кг (по аналогии с «полуторкой» ГАЗ-ММ).

### 1945—1980
В конце 1945 года возобновился выпуск гражданских автомобилей. Как и другие американские автопроизводители, Dodge предложил покупателям довоенные модели.
Самыми известными моделями марки Dodge 1960-70-х годов были спортивные купе Challenger и Charger. В попытке закрепиться в сегменте компактных машин компания стала продавать японскую малолитражку Mitsubishi Colt под своей маркой Dodge Colt. Продолжился выпуск Dodge WC под названием Dodge Power Wagon. В дальнейшем этот автомобиль послужил основой семейству пикапов, в том числе и Dodge Ram.

### 1980—1992
В конце 1970-х годов Chrysler оказался в глубоком кризисе. Однако, получив государственную помощь, Chrysler сумел избежать банкротства. В рамках программы выхода из кризиса было создано несколько новых «антикризисных» моделей, например седан Dodge Aries и минивэн Dodge Caravan, который стал основоположником нового класса автомобилей.

### 1992—1998
В 1992 году был представлен мощный спортивный автомобиль Viper, ставший первой моделью концепции «Новый Додж» («The New Dodge»). Еще одним совершенно новым автомобилем был седан Dodge Intrepid. Самой популярной моделью марки в 1990-х годах был компактный седан Dodge Neon, дебютировавший в 1995 году.

### 1998—2008
После создания в 1998 году объединения DaimlerChrysler, автомобили Dodge стали позиционироваться как более доступные, по сравнению с машинами других марок концерна, а также как мощные и спортивные. Был полностью обновлен модельный ряд компании. На смену популярному «Неону» пришёл кроссовер Dodge Caliber, созданный в сотрудничестве с компанией Mitsubishi Motors. Однако, в 2007 году контракт с японской стороной был расторгнут и активы компании временно перешли к Chrysler LLC.

### с 2008
Финансовый кризис конца 2000-х годов коснулся Chrysler сильнее всего. К началу 2009 года компания находилась на грани банкротства и собиралась закрыть все свои производственные и торговые заведения. Тем не менее, вскоре нашёлся покупатель в лице итальянской компании FIAT, и с 2010 года деятельность возобновилась под новым патронажем. Одновременно, FIAT принялся внедрять на североамериканский рынок автомобили собственной марки, а на европейский — Dodge и Jeep в ином ребрендинге. В середине 2010-х произошли сокращения многих моделей, больше всего они затронули Dodge и Chrysler. Jeep, Ram и сам Fiat же, наоборот, продолжили быть конкурентоспособными на домашнем рынке компании.

## Модельный ряд
| Год  | Модель |
| ---- | --- |
| 1914 | Modell 30-35 |
| 1915 | Modell 30-35 |
| 1916 | Modell 30-35 |
| 1917 | Modell 30 |
| 1918 | Modell 30 |
| 1919 | Modell 30 |
| 1920 | Modell 30 |
| 1921 | Modell 30 |
| 1922 | Modell 30, Serie 116 |
| 1923 | Serie 116 |
| 1924 | Serie 116 |
| 1925 | Serie 116 |
| 1926 | Serie 126 |
| 1927 | Serie 126/124, Fast Four 128/129, Senior 2249 |
| 1928 | Fast Four 128 /129, J-Serie, M-Serie, Senior 2249/2251/2252, S-Serie, Standard 140/141, Victory 130/131                                                 |
| 1929 | DA-Serie, DB-Serie, J-Serie, M-Serie, S-Serie |
| 1930 | DA-Serie, DB-Serie, DC-Serie, DD-Serie |
| 1931 | DC-Serie, DD-Serie, DG-Serie, DH-Serie |
| 1932 | DC-Serie, DD-Serie, DG-Serie, DH-Serie, DK-Serie, DL-Serie                                                                                              |
| 1933 | DO-Serie, DP-Serie |
| 1934 | DR-Serie, DRXX-Serie, DS-Serie |
| 1935 | New Value DU-Serie |
| 1936 | Beauty Winner D2-Serie |
| 1937 | D5-Serie |
| 1938 | D8-Serie |
| 1939 | Luxury Liner D11-Serie |
| 1940 | Luxury Liner Deluxe D14-Serie, Luxury Liner Special D17-Serie                                                                                           |
| 1941 | Custom D19-Serie, Deluxe D19-Serie |
| 1942 | Custom D22-Serie, Deluxe D22-Serie |
| 1946 | Custom D24C-Serie, Deluxe D24S-Serie |
| 1947 | Custom D24C-Serie, Deluxe D24S-Serie |
| 1948 | Custom D24C-Serie, Deluxe D24S-Serie |
| 1949 | Coronet D30-Serie, Wayfarer D29-Serie |
| 1950 | Coronet D34-Serie, Wayfarer D33-Serie |
| 1951 | Coronet D42-Serie, Meadowbrook D42-Serie, Wayfarer D41-Serie                                                                                            |
| 1952 | Coronet D42-Serie, Meadowbrook D42-Serie, Wayfarer D41-Serie                                                                                            |
| 1953 | Coronet D46/D48-Serie, Meadowbrook D46/D47-Serie |
| 1954 | Coronet D51/D52/D53-Serie, Meadowbrook D50/D51-Serie, Royal D50/D53-Serie                                                                               |
| 1955 | Coronet D55/D56-Serie, Custom Royal D55-Serie, La Femme, Royal D55-Serie                                                                                |
| 1956 | Coronet D62/D63-Serie, Custom Royal D63-Serie, La Femme, Royal D63-Serie                                                                                |
| 1957 | Coronet D66/D72-Serie, Custom Royal D67-Serie, Royal D67-Serie                                                                                          |
| 1958 | Coronet, Custom Royal, Royal |
| 1959 | Coronet, Custom Royal, Royal |
| 1960 | Matador, Phoenix, Pioneer, Polara, Seneca |
| 1961 | Lancer, Phoenix, Pioneer, Polara, Seneca |
| 1962 | Custom 880, Dart 330, Dart 440, Lancer 170, Lancer 770, Polara 500                                                                                      |
| 1963 | 330, 440, 880, Custom 880, Dart 170, Dart GT, Polara, Polara 500                                                                                        |
| 1964 | 330, 440, 880, Custom 880, Dart 170, Dart GT, Polara |
| 1965 | Coronet, Coronet 440, Coronet 500, Custom 880, Dart 170, Dart 270, Monaco, Polara                                                                       |
| 1966 | Charger, Coronet, Coronet 440, Coronet 500, Dart, Dart GT, Monaco                                                                                       |
| 1967 | Charger, Coronet Deluxe, Coronet 440, Coronet 500, Coronet R/T, Dart, Dart 270, Dart GT, Monaco, Monaco 500, Polara                                     |
| 1968 | Charger, Charger R/T, Coronet Deluxe, Coronet 440, Coronet 500, Coronet R/T, Dart, Dart 270, Dart GT, Monaco, Monaco 500, Polara, Polara 500, Super Bee |
| 1969 | Charger, Coronet Deluxe, Coronet 440, Coronet 500, Coronet R/T, Dart, Dart GT, Dart Swinger, Monaco, Polara, Super Bee                                  |
| 1970 | Challenger, Charger, Coronet Deluxe, Coronet 440, Coronet 500, Coronet R/T, Dart, Dart Custom, Polara, Polara Custom, Super Bee                         |
| 1971 | Challenger, Charger, Colt, Coronet, Coronet Brougham, Coronet Crestwood, Dart, Demon, Monaco, Polara, Super Bee                                         |
| 1972 | Challenger, Charger, Colt, Coronet, Dart, Demon, Monaco, Polara                                                                                         |
| 1973 | Challenger, Charger, Colt, Coronet, Dart, Dart Sport, Monaco, Polara                                                                                    |
| 1974 | Challenger, Charger, Colt, Coronet, Dart, Dart Sport, Monaco                                                                                            |
| 1975 | Charger, Colt, Coronet, Dart, Dart Sport, Monaco |
| 1976 | Aspen, Colt, Coronet, Dart, Monaco |
| 1977 | Aspen, Colt, Diplomat, Monaco |
| 1978 | Aspen, Colt, Diplomat, Magnum, Monaco, Omni |
| 1979 | Aspen, Colt, Diplomat, Magnum, Omni, St. Regis |
| 1980 | Aspen, Colt, Diplomat, Mirada, Omni, St. Regis |
| 1981 | Aries, Colt, Diplomat, Mirada, Omni, St. Regis |
| 1982 | 400, Aries, Colt, Diplomat, Mirada, Omni |
| 1983 | 400, 600, Aries, Charger, Colt, Diplomat, Mirada, Omni                                                                                                  |
| 1984 | 600, Aries, Charger, Colt, Colt Vista, Conquest, Daytona, Diplomat, Lancer, Omni                                                                        |
| 1985 | 600, Aries, Charger, Colt, Colt Vista, Conquest, Daytona, Diplomat, Lancer, Omni                                                                        |
| 1986 | 600, Aries, Charger, Colt, Colt Vista, Conquest, Daytona, Diplomat, Lancer, Omni                                                                        |
| 1987 | 600, Aries, Charger, Colt, Colt Vista, Daytona, Diplomat, Lancer, Omni, Shadow                                                                          |
| 1988 | 600, Aries, Colt, Colt Vista, Daytona, Diplomat, Dynasty, Lancer, Omni, Shadow                                                                          |
| 1989 | Aries, Colt, Colt Vista, Daytona, Diplomat, Dynasty, Lancer, Omni, Shadow, Spirit                                                                       |
| 1990 | Colt, Colt Vista, Daytona, Dynasty, Monaco, Omni, Shadow, Spirit                                                                                        |
| 1991 | Colt, Colt Vista, Daytona, Dynasty, Monaco, Shadow, Spirit, Stealth                                                                                     |
| 1992 | Colt, Colt Vista, Daytona, Dynasty, Monaco, Shadow, Spirit, Stealth, Viper                                                                              |
| 1993 | Colt, Colt Vista, Daytona, Dynasty, Intrepid, Shadow, Spirit, Stealth, Viper                                                                            |
| 1994 | Colt, Colt Vista, Daytona, Intrepid, Shadow, Spirit, Stealth, Viper                                                                                     |
| 1995 | Avenger, Intrepid, Neon, Spirit, Stealth, Stratus, Viper                                                                                                |
| 1996 | Avenger, Intrepid, Neon, Stealth, Stratus, Viper |
| 1997 | Avenger, Intrepid, Neon, Stratus, Viper |
| 1998 | Avenger, Intrepid, Neon, Stratus, Viper |
| 1999 | Avenger, Intrepid, Neon, Stratus, Viper |
| 2000 | Avenger, Intrepid, Neon, Stratus, Viper |
| 2001 | Avenger, Intrepid, Neon, Stratus, Viper |
| 2002 | Avenger, Brisa, Intrepid, Neon, Stratus, Viper |
| 2003 | Avenger, Brisa, Intrepid, Neon, Stratus, Viper |
| 2004 | Avenger, Brisa, Intrepid, Magnum, Neon, Stratus, Viper                                                                                                  |
| 2005 | Avenger, Brisa, Magnum, Neon, Stratus, Viper |
| 2006 | Avenger, Brisa, Caliber, Charger, Magnum, Stratus, Viper                                                                                                |
| 2007 | Avenger, Brisa, Caliber, Charger, Magnum, Viper |
| 2008 | Avenger, Brisa, Caliber, Challenger, Charger, Magnum, Viper                                                                                             |
| 2009 | Avenger, Brisa, Caliber, Challenger, Charger, Viper |
| 2023 | Challenger,Charger, Durango, Hornet |
| 2024 | Charger Daytona, Durango, Hornet |

## Современный модельный ряд

### Легковые автомобили
- Dodge Charger
- Dodge Challenger

### Минивэны
- Dodge Grand Caravan

### Кроссоверы
- Dodge Journey
- Dodge Durango
- Dodge Nitro

C 2003 года на североамериканском рынке начали продавать Dodge Sprinter. Внешне версию Dodge от аналогичного Mercedes-Benz отличает новая решётка радиатора, упрощённая базовая комплектация и ряд других изменений. Большую часть собирают на американском заводе в Гафни параллельно с Freightliner Sprinter из машинокомплектов (SKD), а часть импортируют из Германии. На Sprinter устанавливают только турбодизель 2,7 л R5 10V с системой Common Rail (154 л. с. 330 Нм), агрегатированный с 5-ступенчатой АКПП.

## Концепты
- Dodge Hornet (2006)
- Dodge Rampage (2006)
- Dodge Challenger (2006)
- Dodge Scooter (2005)
- Dodge Caliber (2005)
- Dodge Sling Shot (2004)
- Dodge Magnum SRT-8 (2003)
- Dodge Tomahawk (2003)
- Dodge Durango Hemi (2003)
- Dodge Kahuna and Avenger (2003)
- Dodge Neon SRT (2002)
- Dodge M80 (2002)
- Dodge Razor (2002)
- Dodge PowerBox (2001)
- Dodge Charger (1999)
- Dodge Intrepid ESX (1999)
- Dodge Copperhead (1997)
- Dodge Polycar (1980)
- Dodge M4S (1984)

## Dodge в России
Официальные продажи автомобилей марки Dodge в России начались в 2006 году. В августе 2014 года официальные продажи были прекращены.
Продажи новых автомобилей через сеть официальных дилеров в России:
| Год  | Caliber | Avenger | Nitro | Journey | Viper | Всего |
| ---- | ------- | ------- | ----- | ------- | ----- | ----- |
| 2006 | 1066    | —       | —     | —       | 2     | 1068  |
| 2007 | 2266    | 62      | 252   | —       | 1     | 2581  |
| 2008 | 3495    | 438     | 366   | 173     | 1     | 4473  |
| 2009 | 174     | 106     | 108   | 53      | —     | 441   |